# Ишбаев, Гниятулла Гарифуллович
Гниятулла Гарифуллович Ишба́ев (род. 20 июля 1961, с. Уральск, Учалинский район, БАССР, РСФСР) — советский и российский горный инженер, учёный в области технологии и оборудования для бурения и капитального ремонта скважин. Организатор разработки и производства современного породоразрушающего инструмента, инструмента для отбора керна, для зарезки боковых стволов и капитального ремонта скважин, элементов компоновки низа бурильной колонны, яссов, химреагентов и технологической оснастки обсадных колонн. Доктор технических наук, профессор Уфимского государственного нефтяного технического университета. Генеральный директор ООО НПП «БУРИНТЕХ». Заслуженный работник нефтяной и газовой промышленности Российской Федерации. Заслуженный нефтяник Республики Башкортостан. Лауреат премии Правительства Российской Федерации в области науки и техники.

## Биография
Гниятулла Гарифуллович Ишбаев родился 20 июля 1961 года в селе Уральск Учалинского района БАССР. В 1978 году окончил среднюю школу с отличием.
- 1978: поступил в Уфимский нефтяной институт. Первый производственный опыт получил во время обучения в УНИ — работал помощником бурильщика эксплуатационного и разведочного бурения на нефть и газ 4-го разряда;
- 1983: окончил с отличием Горно-нефтяной факультет Уфимского нефтяного института (кафедра бурения) по специальности «Бурение нефтяных и газовых скважин». Получил квалификацию «горный инженер»;
- 1983—1986: инженер Научно-исследовательского сектора, младший научный сотрудник кафедры бурения, ведущий инженер;
- 1986—1989: учёба в аспирантуре Уфимского нефтяного института;
- 1989: защитил диссертацию на тему: «Повышение эффективности бурения долотами режущескалывающего действия совершенствованием системы промывки».[1] Присвоена учёная степень «Кандидат технических наук»;
- 1989—1999: заведующий сектором, заместитель начальника отдела, начальник отдела конструкторско-технологческого бюро, Уфимский нефтяной институт;
- 1993—1996: учёба в докторантуре Уфимского государственного нефтяного технического университета (которая была открыта приказом Министерства науки, высшей школы и технической политики РФ 16 июня 1993 года). Г. Г. Ишбаев стал одним из первых докторантов вуза; защитил диссертацию на тему: «Новые системы промывки и вооружения бурового и специального инструмента режуще-скалывающего действия»;[1]
- 1997: присвоена учёная степень «Доктор технических наук».

«Кафедра бурения в то время была самой сильной исследовательской базой, так как ученых, докторов и кандидатов наук, здесь было больше, чем в ведущих научно-исследовательских институтах страны, и это позволило очень активно внедрять в производство новые технологии, участвовать в зарубежных проектах. Для массового внедрения долот PDC, которые не производились в стране, в 1999 г. было создано ООО НПП „БУРИНТЕХ“ во главе с Г. Г. Ишбаевым».— Журнал «Бурение и нефть».
• с 1999: генеральный директор ООО НПП «БУРИНТЕХ»;
- с 2001: профессор кафедры бурения Уфимского государственного нефтяного технического университета (по совместительству).

Гниятулла Гарифуллович Ишбаев женат, есть дети.

## Вклад в инновационное развитие отрасли
В июне 1999 года Г. Г. Ишбаев основал и возглавляет НПП «БУРИНТЕХ» — предприятие, осуществляющее научную, изобретательскую и конструкторскую деятельность в области разработки и производства бурового инструмента.
Под руководством профессора Г. Г. Ишбаева спроектирована гамма новейших буровых и нефтепромысловых инструментов и оборудования, химреагентов, разработаны технологии их изготовления. Г. Г. Ишбаев создал производство и организовал серийный выпуск долот для бурения в составе управляемых компоновок, комплектов одно- и двухзаходных фрезеров, буровых головок и специальных инструментов для ремонта и восстановления скважин. Предприятие обеспечивает потребителям сервис, в том числе телеметрические системы, по инженерно-технологическому сопровождению бурения и ремонта скважин любой степени сложности. Основными потребителями продукции предприятия являются крупнейшие нефтегазодобывающие компании России, ближнего и дальнего зарубежья.

«Собственный бизнес по оказанию услуг в бурении он начал в 1999 году. Выполнил тогда всего несколько заказов на сумму чуть более 2,5 миллиона рублей. А в 2010 году объём поставленной продукции превысил 2,6 миллиарда. Сегодня научно-производственное предприятие „БУРИНТЕХ“ — крупнейшая компания России в своей области, разработчик и производитель инструмента для бурения и капитального ремонта скважин… Из всего объёма проходки нефтяных и газовых скважин в России [за последние годы] около 60 % пробурено долотами уфимского производства».— Эмиль Шаяхметов, Башкирское региональное приложение к газете «Труд-7».
Г. Г. Ишбаев много общается непосредственно со специалистами нефтяных компаний и разрабатывает продукцию под специфику пород конкретных месторождений. Кроме того, он выпускает бурильные долота на 15—20 % мощнее импортных аналогов. Поэтому компания быстро набрала пул крупных клиентов («Роснефть», «Газпром», «Газпром-нефть», «Башнефть», «ЛУКОЙЛ», «Татнефть»). Сейчас она расширяет ассортимент продукции и обслуживает собственное бурильное оборудование.
В 2009 году созданное Г. Г. Ишбаевым Научно-производственное предприятие «БУРИНТЕХ» было удостоено звания «Лучшая промышленная компания Республики Башкортостан», а в 2015 году — премии Правительства Российской Федерации в области качества.

## Научная и педагогическая деятельность
Научные работы профессора Г. Г. Ишбаева посвящены проблемам совершенствования техники и технологии бурения и капитального ремонта скважин. За годы научно-педагогической деятельности им подготовлены два доктора технических наук и четыре кандидата технических наук.
Профессор Г. Г. Ишбаев руководит базовой кафедрой «Строительство скважин», которая была создана в 2013 году на базе ООО НПП «БУРИНТЕХ» и входит в состав кафедры «Бурение нефтяных и газовых скважин» Горно-нефтяного факультета УГНТУ.
Г. Г. Ишбаев — член диссертационного совета Д 212.289.04 при УГНТУ.

## Научные труды
Профессор Г. Г. Ишбаев — соавтор 115 научных трудов, в том числе трёх монографий, двух учебных пособий, 38 изобретений. Среди наиболее известных научных работ Г. Г. Ишбаева:

### Монографии и учебные пособия
1. Скважинные фрезерные инструменты для ремонта скважин / Г. Г. Ишбаев; Уфим. гос. нефтяной техн. ун-т. — Уфа, Фонд содействия развитию науч. исслед., 1997. — 121 с. — 100 экз. — ISBN 5-7750-0005-6;
2. Вспомогательный инструмент для бурения и ремонта скважин / Г. Г. Ишбаев и др.; под общ. ред. Г. Г. Ишбаева; Уфимский гос. нефтяной технический ун-т, О-во с ограниченной отв. Науч.-произв. предприятие «БУРИНТЕХ». — Уфа, Нефтегазовое дело, 2007. — 135 с. — 1000 экз. — ISBN 978-5-98755-022-9;
3. Буровые растворы для строительства скважин в глинистых горных породах / Р. З. Шарафутдинова, Г. Г. Ишбаев. — Москва, ОАО «ВНИИОЭНГ», 2012. — 190 с. — 500 экз. — ISBN 978-5-88595-183-8.[9]

### Статьи
1. Обеспечение долговечности крепи при бурении и капитальном ремонте скважин / Л. А. Алексеев, Д. Л. Алексеев, Г. Г. Ишбаев, Р. Ф. Ташбулатов. — Горный вестник, 1998, № 4. — С. 14—17;
2. Алмазные долота и другие техническин средства для проводки скважин ООО "НПП «БУРИНТЕХ» / Г. Ишбаев, А. Балута. — Бурение и нефть, 2004, № 4. — С. 29—31;
3. Проводка наклонно-направленных скважин алмазными долотами PDC производства ООО "НПП «БУРИНТЕХ» / Г. Ишбаев, А. Балута, К. Ртищев, Э. Сафаров. — Бурение и нефть, 2004, № 6. — С. 12—13;
4. Комплексы инструментов для вырезания обсадных колонн / Г. Ишбаев, А. Саломатин. — Бурение и нефть, 2005, № 6. — С. 36—38;
5. Развитие инженерного сервиса ООО НПП «Буринтех» Архивная копия от 16 августа 2016 на Wayback Machine / Г. Г. Ишбаев, В. Н. Загидуллин. — Бурение и нефть, № 5, 2006. — С. 30—33. — (Аннотация);
6. Современные проблемы, связанные с бурением долотами PDC, решаемые буровым раствором / A. B. Христенко, Г. Г. Ишбаев, Г. В. Загидуллина. — Материалы 57-й научно-технической конференции студентов, аспирантов и молодых учёных. Сб. тез. докл. — Уфа, Изд-во УГНТУ, 2006. — С. 183;
7. Проблемы и пути повышения эффективности сервисных услуг при бурении скважин Архивная копия от 16 августа 2016 на Wayback Machine / Г. Г. Ишбаев, А. Р. Талипов. — Бурение и нефть, № 6, 2007. — С. 54—57. — (Аннотация);
8. Сравнительный анализ современных методик расчёта линейных потерь давления в трубе и кольцевом пространстве и его практические выводы / A. B. Христенко, Т. О. Акбулатов, Г. Г. Ишбаев, Г. В. Загидуллина. — Нефтегазовое дело, 2007, т. 5, № 1. — С. 29—36;
9. Биополимерная ингибирующая система для наклонно-направленного бурения «СКИФ» производства ООО НПП «Буринтех» Архивная копия от 16 августа 2016 на Wayback Machine / Г. Г. Ишбаев, Г. В. Загидуллина, А. В. Христенко, А. Н. Христенко. — Бурение и нефть, № 3, 2008. — С. 30—31. — (Аннотация);
10. Влияние избыточного давления в трубах на работу гидравлических яссов Архивная копия от 16 августа 2016 на Wayback Machine / С. Ю. Вагапов, Г. Г. Ишбаев. — Бурение и нефть, № 12, 2008. — С. 42—43. — (Аннотация);
11. Инженер по отработке долот на буровой — необходимость или мода? Архивная копия от 16 августа 2016 на Wayback Machine / Г. Г. Ишбаев, А. Р. Талипов. — Бурение и нефть, № 10, 2008. — С. 13—14. — (Аннотация);
12. Подходы к обеспечению породоразрушающим инструментом / Г. Г. Ишбаев, А. Р. Талипов. — Нефтегазовая вертикаль, 2008, № 10. — С. 66—67;
13. Крутильные яссы SHOCK TURN нового типа / Г. Г. Ишбаев, С. Ю. Вагапов. — Нефтяное хозяйство, 2009, № 12. — С. 116—117;
14. ООО НПП «БУРИНТЕХ»: новый этап развития — интеграция систем менеджмента / Г. Г. Ишбаев. — Управление качеством в нефтегазовом комплексе, 2009, № 3. — С. 18—20;
15. Помним прошлое, живем настоящим и верим в будущее! Архивная копия от 16 августа 2016 на Wayback Machine / Г. Г. Ишбаев. — Бурение и нефть, № 9, 2009. — С. 4—8. — (Аннотация);
16. Возможности гидратообразования для буровых растворов при строительстве горизонтальных скважин в глинистых отложениях / Г. Г. Ишбаев, Е. М. Иносаридзе, З. З. Шарафутдинов. — Строительство нефтяных и газовых скважин на суше и на море, 2010, № 5. — С. 31—36;
17. Инженерно-геологическая классификация глинистых горных пород и гидратообразующие буровые растворы для бурения в них Архивная копия от 18 августа 2016 на Wayback Machine / Е. М. Иносаридзе, З. З. Шарафутдинов, Г. Г. Ишбаев, Р. З. Шарафутдинова; Федеральное государственное бюджетное образовательное учреждение высшего профессионального образования «Уфимский государственный нефтяной технический университет». — Электронный научный журнал «Нефтегазовое дело», № 2, 2010. — С. 9;
18. Современные аспекты применения ПАВ для повышения эффективности алмазного бурения нефтяных и газовых скважин Архивная копия от 16 августа 2016 на Wayback Machine / Г. Г. Ишбаев, А. Н. Христенко, А. В. Христенко. — Бурение и нефть, № 3, 2010. — С. 34—38;
19. Технология РИР — отсечение межпластовых перетоков по стволу скважин Архивная копия от 16 августа 2016 на Wayback Machine / Г. Г. Ишбаев, Р. А. Бикиняев. — Бурение и нефть, № 12, 2010. — С. 22—25;
20. Экологически чистое ингибирование набухания глинистых пород при бурении нефтяных и газовых скважин Архивная копия от 16 августа 2016 на Wayback Machine / Г. Г. Ишбаев, М. А. Тихонов, М. Р. Дильмиев, А. В. Христенко. — Бурение и нефть, № 10, 2010. — С. 40—42;
21. Буровые растворы для бурения скважин в разрезах, сложенных глинистыми отложениями / Р. З. Шарафутдинова, В. Ю. Близнюков, Г. Г. Ишбаев, В. И. Крылов. — Строительство нефтяных и газовых скважин на суше и на море, 2011, № 12. — С. 36—40;
22. Применение противоадгезионной добавки ОПТИБУР на Фестивальном месторождении Западной Сибири Архивная копия от 16 августа 2016 на Wayback Machine / Г. Г. Ишбаев, М. Р. Дильмиев, А. А. Милейко, А. В. Христенко, М. А. Тихонов. — Бурение и нефть, № 4, 2011. — С. 46—47;
23. Теории подбора фракционного состава кольматанта Архивная копия от 16 августа 2016 на Wayback Machine / Г. Г. Ишбаев, М. Р. Дильмиев, А. В. Христенко, А. А. Милейко. — Бурение и нефть, № 6, 2011;
24. Bridging theories of particle size distribution (на англ. яз.) / G. Ishbaev, М. Dilmiev, А. Khristenko, А. Mileyko. — Бурение и нефть, 2011, № 6. — С. 16—18;
25. Влияние солей одно- и двухвалентных металлов на эффективность смазочных добавок к буровым растворам Архивная копия от 16 августа 2016 на Wayback Machine / Г. Г. Ишбаев, Р. Р. Асадуллин, М. Р. Дильмиев, А. В. Майданова, С. С. Ложкин, В. А. Горпинченко. — Бурение и нефть, № 2, 2012. — С. 22—24;
26. К вопросу композиционного состава буровых детергентов / Г. Г. Ишбаев, М. Р. Дильмиев, А. В. Христенко, В. А. Горпинченко, С. С. Ложкин, А. В. Майданова. — Вестник Ассоциации буровых подрядчиков, 2012, т. 1, № 3. — С. 45—48;
27. Новое слово в обеспечении устойчивости ствола скважины и обеспечении коллекторских свойств — гелево-эмульсионный раствор «МУЛЬТИБУР» / Г. Г. Ишбаев, М. Р. Дильмиев, А. В. Христенко, В. А. Старцев. — Нефть. Газ. Новации; 2012, № 12 (167). — С. 34—38;
28. Новое слово в обеспечении устойчивости ствола скважины и сохранении коллекторских свойств — гелево-эмульсионный раствор МУЛЬТИБУР Архивная копия от 16 августа 2016 на Wayback Machine / Г. Г. Ишбаев, М. Р. Дильмиев, А. В. Христенко, А. Н. Христенко. — Бурение и нефть, № 5, 2012. — С. 36—39;
29. Новый прибор, позволяющий решить проблему сальникообразования / Г. Г. Ишбаев, М. Р. Дильмиев, А. В. Христенко, А. А. Милейко. — Нефтяное хозяйство, 2012, № 5. — С. 51—53;
30. О композиционном составе буровых детергентов / Г. Г. Ишбаев, М. Р. Дильмиев, В. А. Горпинченко, А. В. Христенко, С. С. Ложкин, А. В. Майданова. — Нефтяное хозяйство, 2012, № 11. — С. 110—111;
31. Определение параметров межфазного взаимодействия в новых композиционных материалах для бурового инструмента / А. А. Ганеев, Е. Н. Шлыгин, А. Г. Балута, Г. Г. Ишбаев. — Ползуновский вестник, 2012, № 1. — С. 59—63;
32. Опыт применения противоадгезионной добавки «ОПТИБУР» при проводке второго ствола скважины на Широкодольском месторождении Оренбургской области Архивная копия от 16 августа 2016 на Wayback Machine / Г. Г. Ишбаев, М. Р. Дильмиев, А. В. Христенко, А. А. Милейко, И. А. Мамонтов, А. С. Сахаров, И. В. Пырков. — Бурение и нефть, № 8, 2012. — С. 54—56;
33. Применение фракционного карбоната кальция в составе инвертно-эмульсионного бурового раствора для снижения загрязнения продуктивных пластов Архивная копия от 16 августа 2016 на Wayback Machine / Г. Г. Ишбаев, М. Р. Дильмиев, А. В. Христенко, А. А. Милейко. — Бурение и нефть, № 3, 2012. — С. 40—43;
34. Современные элементы КНБК от компании «БУРИНТЕХ» Архивная копия от 16 августа 2016 на Wayback Machine / Г. Г. Ишбаев, С. Ю. Вагапов. — Бурение и нефть, № 6—7, 2012. — С. 44—46;
35. Методы оценки эффективности пеногасителей для буровых растворов Архивная копия от 16 августа 2016 на Wayback Machine / Г. Г. Ишбаев, М. Р. Дильмиев, Ю. М. Асабина, А. К. Козлова. — Бурение и нефть, № 4, 2013. — С. 38—41. — (Аннотация);
36. Технологии разработки утяжеленного соленасыщенного термостойкого бурового раствора ООО "НПП «БУРИНТЕХ» Архивная копия от 16 августа 2016 на Wayback Machine / Г. Г. Ишбаев, М. Р. Дильмиев, А. В. Христенко, О. Г. Мамаева, А. В. Махмутшина. — Бурение и нефть, № 9, 2013. — С. 47—48;
37. Технологическая жидкость для химической очистки призабойной зоны ствола скважины при заканчивании открытым стволом Архивная копия от 16 августа 2016 на Wayback Machine / Г. Г. Ишбаев, М. Р. Дильмиев, В. А. Горпинченко. — Бурение и нефть, № 12, 2013. — С. 49—52;
38. Ингибитор коррозии для буровых растворов «ИК-130» / Г. Г. Ишбаев, М. Р. Дильмиев, А. В. Христенко, Д. В. Петров, А. В. Майданова, С. С. Ложкин. — Вестник Ассоциации буровых подрядчиков, 2014, т. 1, № 2. — С. 21—23;
39. Ключ к модернизации и конкурентоспособности в налоговой политике Архивная копия от 16 августа 2016 на Wayback Machine / Г. Г. Ишбаев. — Бурение и нефть, № 12, 2014. — С. 56—60;
40. Только вперед! Более половины годовой проходки в России бурится долотами ООО НПП «БУРИНТЕХ» Архивная копия от 16 августа 2016 на Wayback Machine / Г. Г. Ишбаев. — Бурение и нефть, № 9, 2014. — С. 4—12;
41. Управление свойствами инвертно-эмульсионного бурового раствора Архивная копия от 16 августа 2016 на Wayback Machine / Г. Г. Ишбаев, М. Р. Дильмиев, А. В. Христенко, О. Г. Мамаева, А. В. Махмутшина. — Бурение и нефть, № 5, 2014. — С. 31—34;
42. Реагент «Синсил» — разжижитель буровых растворов на водной основе Архивная копия от 14 мая 2016 на Wayback Machine / Г. Г. Ишбаев, М. Р. Дильмиев, А. В. Христенко, Д. В. Петров, А. В. Майданова, С. С. Ложкин. — Вестник Ассоциации буровых подрядчиков, 2015, № 2. — С. 46—48;
43. Разработка тампонажных материалов повышенной ударной прочности Архивная копия от 16 августа 2016 на Wayback Machine / Г. Г. Ишбаев, М. Р. Дильмиев, Р. Р. Ишбаев, Т. Р. Латыпов. — Бурение и нефть, № 9, 2015. — С. 38—41.

### Изобретения
1. Устройство для нагружения долота. — Авторское свидетельство 1270286. — Приоритет: 22.05.84. — Опубликовано: 15.11.86, бюл. № 42. — Заявитель: Уфимский нефтяной институт. — Соавторы: Г. Г. Ишбаев, Н. М. Филимонов;
2. Устройство для нагружения долота. — Авторское свидетельство 1350323. — Приоритет: 13.08.85. — Опубликовано: 07.11.1987, бюл. № 42. — Заявитель: Уфимский нефтяной институт. — Соавторы: Н. М. Филимонов, Г. Г. Ишбаев, Г. С. Абаков;
3. Устройство ориентирования отклонителя в скважине. — Авторское свидетельство 1682545. — Приоритет: 09.10.89. — Опубликовано: 07.10.1991, бюл. № 37. — Заявитель: Уфимский нефтяной институт. — Соавторы: М. Р. Мавлютов, Л. А. Алексеев, А. К. Зарипов, В. Я. Каценельсон, Г. Г. Ишбаев;
4. Буровое долото режуще-скалывающего действия. — Авторское свидетельство 1779738. — Приоритет: 03.10.89. — Опубликовано: 07.12.1992, бюл. № 45. — Заявитель: Конструкторско-технологическое бюро технических средств бурения скважин. — Соавторы: М. Р. Мавлютов, Л. А. Алексеев, Г. Г. Ишбаев, Х. И. Акчурин, А. А. Волошин, В. Ф. Галиакбаров, С. И. Файзылгаянов, Н. Б. Шарипов;
5. Буровое долото. — Авторское свидетельство 1788193. — Приоритет: 22.05.90. — Опубликовано: 15.01.1993, бюл. № 2. — Заявитель: Конструкторско-технологическое бюро технических средств бурения скважин. — Соавторы: Р. В. Степанов, М. Р. Мавлютов, П. Н. Матюшин, Х. И. Акчурин, Г. Г. Ишбаев;
6. Буровое долото режуще-скалывающего типа. — Патент 2006567. — Приоритет: 29.08.1990. — Опубликовано: 30.01.1994. — Патентообладатель: Конструкторско-технологическое бюро технических средств бурения скважин. — Соавторы: Х. И. Акчурин, Л. А. Алексеев, Г. Г. Ишбаев, М. Р. Мавлютов, М. М. Хусаинов;
7. Буровое долото. — Патент 2023853. — Приоритет: 11.05.1989. — Опубликовано: 30.11.1994. — Патентообладатель: Конструкторско-технологическое бюро технических средств бурения скважин. — Соавторы: Л. А. Алексеев, Г. Г. Ишбаев, М. Р. Мавлютов, П. Н. Матюшин, Р. В. Степанов;
8. Колонковое долото. — Патент 2057888. — Приоритет: 29.11.1993. — Опубликовано: 10.04.1996. — Патентообладатель: Конструкторско-технологическое бюро технических средств бурения скважин. — Соавторы: Х. И. Акчурин, Л. А. Алексеев, Г. Г. Ишбаев, У. С. Карабалин, И. Е. Котельников, П. Н. Матюшин, Р. З. Таушев, Г. Б. Хаиров;
9. Буровое долото режуще-скалывающего действия. — Патент 2065918. — Приоритет: 03.08.1994. — Опубликовано: 27.08.1996. — Патентообладатель: Научно-производственное предприятие «Азимут». Соавторы: Х. И. Акчурин, Л. А. Алексеев, А. Г. Балута, Г. Г. Ишбаев, Р. Ф. Ташбулатов, М. М. Хусаинов;
10. Буровое долото режуще-скалывающего действия. — Патент 2086747. — Приоритет: 03.04.1995. — Опубликовано: 10.08.1997. — Патентообладатель: Научно-производственное предприятие «Азимут». — Соавторы: Х. И. Акчурин, Л. А. Алексеев, А. Г. Балута, Г. Г. Ишбаев, М. Р. Мавлютов;
11. Наружная труболовка. — Патент 2086751. — Приоритет: 19.04.1995. — Опубликовано: 10.08.1997. — Патентообладатель: Научно-производственное предприятие «Азимут». — Соавторы: Х. И. Акчурин, С. Ю. Вагапов, Ю. Г. Вагапов, Г. Г. Ишбаев;
12. Фрезер забойный. — Патент 2089715. — Приоритет: 17.06.1996. — Опубликовано: 10.09.1997. — Патентообладатель: Научно-производственное предприятие «Азимут». — Соавторы: Х. И. Акчурин, Л. А. Алексеев, А. Г. Балута, Г. Г. Ишбаев, М. Р. Мавлютов, Р. Ф. Ташбулатов;
13. Раздвижной фрезер. — Патент 2090737. — Приоритет: 06.03.1996. — Опубликовано: 20.09.1997. — Патентообладатель: Научно-производственное предприятие «Азимут». — Соавторы: Х. И. Акчурин, А. Г. Балута, Г. Г. Ишбаев, Р. Ф. Ташбулатов, М. М. Хусаинов;
14. Захватный элемент скважинного ловителя. — Патент 2112859. — Приоритет: 31.07.1996. — Опубликовано: 10.06.1998. — Патентообладатель: Научно-производственное предприятие «Азимут». — Соавторы: Х. И. Акчурин, С. А. Головкин, Г. Г. Ишбаев, М. Р. Мавлютов;
15. Фрезер кольцевой. — Патент 2132445. — Приоритет: 23.10.1997. — Опубликовано: 27.06.1999. — Патентообладатель: Научно-производственное предприятие «Азимут». — Соавторы: Х. И. Акчурин, Г. Г. Ишбаев, Р. Ф. Ташбулатов, В. П. Фурдуев;
16. Освобождающаяся механическая труболовка. — Патент 2182217. — Приоритет: 11.03.2001. — Опубликовано: 10.05.2002. — Патентообладатель: ООО НПП «БУРИНТЕХ». — Соавторы: А. Г. Балута, С. А. Головкин, Г. Г. Ишбаев, А. А. Саломатин, Р. Ф. Ташбулатов;
17. Способ обработки ствола скважины. — Патент 2215865. — Приоритет: 18.05.2002. — Опубликовано: 10.11.2003. — Патентообладатель: ЗАО «Геология». — Соавторы: Г. Г. Ишбаев, Р. К. Ишкаев, И. С. Катеев, В. Н. Поляков, И. А. Сагидуллин, В. А. Старов, О. Е. Старов, Р. В. Ханипов;
18. Способ изготовления алмазных режущих элементов. — Патент 2216435. — Приоритет: 23.09.2002. — Опубликовано: 20.11.2003. — Патентообладатель: Федеральное государственное унитарное предприятие «Всероссийский научно-исследовательский институт природных, синтетических алмазов и инструмента». — Соавторы: К. В. Вепринцев, В. Ф. Герасимов, В. В. Журавлев, Г. Г. Ишбаев, Н. А. Колчеманов;
19. Гидравлический ясс. — Патент 2272122. — Приоритет: 21.05.2004. — Опубликовано: 20.03.2006. — Совладельцы патента: Ю. Г. Вагапов, Г. Г. Ишбаев, С. Ю. Вагапов, ООО НПП «БУРИНТЕХ». — Соавторы: С. Ю. Вагапов, Ю. Г. Вагапов, Г. Г. Ишбаев;
20. Система для вырезания окна в обсадной колонне. — Патент 2278239. — Приоритет: 21.09.2005. — Опубликовано: 20.06.2006. — Патентообладатель: ООО НПП «БУРИНТЕХ». — Соавторы: А. Г. Балута, Д. С. Игнатьев, Г. Г. Ишбаев, А. А. Саломатин, Р. Ф. Ташбулатов;
21. Снаряд для отбора керна. — Патент 2280753. — Приоритет: 22.02.2005. — Опубликовано: 27.07.2006. — Патентообладатель: ООО НПП «БУРИНТЕХ». — Соавторы: А. Г. Балута, С. А. Головкин, Г. Г. Ишбаев, Р. Ф. Ташбулатов;
22. Механический ясс. — Патент 2282015. — Приоритет: 04.10.2004. — Опубликовано: 20.08.2006. — Совладельцы патента: Ю. Г. Вагапов, Г. Г. Ишбаев, С. Ю. Вагапов, Т. Г. Ишбаев, Ш. С. Вагапов. — Соавторы: С. Ю. Вагапов, Ш. С. Вагапов, Ю. Г. Вагапов, Г. Г. Ишбаев, Т. Г. Ишбаев;
23. Гидравлический ясс. — Патент 2291275. — Приоритет: 09.03.2005. — Опубликовано: 10.01.2007. — Совладельцы патента: Ю. Г. Вагапов, Г. Г. Ишбаев, С. Ю. Вагапов, Т. Г. Ишбаев, Ш. С. Вагапов. — Соавторы: С. Ю. Вагапов, Ш. С. Вагапов, Ю. Г. Вагапов, Г. Г. Ишбаев, Т. Г. Ишбаев;
24. Расширитель скважины раздвижной. — Патент 2318975. — Приоритет: 08.02.2007. — Опубликовано: 10.03.2008. — Патентообладатель: ООО НПП «БУРИНТЕХ». — Соавторы: А. Г. Балута, Д. С. Игнатьев, Г. Г. Ишбаев, А. А. Саломатин, Р. Ф. Ташбулатов;
25. Способ изготовления поликристаллических элементов. — Патент 2354731. — Приоритет: 24.05.2007. — Опубликовано: 10.05.2009. — Патентообладатель: ОАО «НИИ природных, синтетических алмазов и инструмента». — Соавторы: В. Ф. Герасимов, В. В. Журавлев, Г. Г. Ишбаев, Д. Н. Колчеманов;
26. Бицентричное буровое долото. — Патент 2361999. — Приоритет: 07.08.2008. — Опубликовано: 20.07.2009. — Патентообладатель: ООО НПП «БУРИНТЕХ». — Соавторы: А. Г. Балута, Г. Г. Ишбаев, А. Н. Шарипов;
27. Способ изготовления композиционных материалов. — Патент 2364496. — Приоритет: 20.12.2007. — Опубликовано: 20.08.2009. — Патентообладатель: ОАО «НИИ природных, синтетических алмазов и инструмента». — Соавторы: В. Ф. Герасимов, В. В. Журавлев, Г. Г. Ишбаев;
28. Буровой раствор для наклонно-направленных скважин. — Патент 2369625. — Приоритет: 10.12.2007. — Опубликовано: 10.10.2009, бюл. № 28. — Патентообладатель: ООО НПП «БУРИНТЕХ». — Соавторы: Г. В. Загидуллина, Г. Г. Ишбаев, А. В. Христенко, А. Н. Христенко, З. З. Шарафутдинов;
29. Буровое лопастное долото. — Патент 2374420. — Приоритет: 29.12.2008. — Опубликовано: 27.11.2009, бюл. № 33. — Патентообладатель: ООО НПП «БУРИНТЕХ». — Соавторы: А. Г. Балута, Г. Г. Ишбаев, А. Н. Шарипов;
30. Способ получения композиционного материала на основе порошков алмаза и/или кубического нитрида бора. — Патент 2385356. — Приоритет: 11.12.2008. — Опубликовано: 27.03.2010. — Патентообладатель: ОАО «НИИ природных, синтетических алмазов и инструмента». — Соавторы: В. Ф. Герасимов, В. Б. Дудаков, В. В. Журавлев, Г. Г. Ишбаев;
31. Способ получения композиционного материала на основе порошков алмаза и/или кубического нитрида бора. — Патент 2393135. — Приоритет: 11.12.2008. — Опубликовано: 27.06.2010. — Патентообладатель: ОАО «НИИ природных, синтетических алмазов и инструмента». — Соавторы: В. Ф. Герасимов, В. Б. Дудаков, В. В. Журавлев, Г. Г. Ишбаев;
32. Гидравлический ясс. — Патент 2408775. — Приоритет: 30.06.2009. — Опубликовано: 10.01.2011. — Патентообладатель: ООО НПП «БУРИНТЕХ». — Соавторы: С. Ю. Вагапов, Ю. Г. Вагапов, Г. Г. Ишбаев;
33. Забойный механизм подачи. — Патент 2439282. — Приоритет: 12.05.2010. — Опубликовано: 10.01.2012. — Патентообладатель: ООО НПП «БУРИНТЕХ». — Соавторы: С. Ю. Вагапов, Ю. Г. Вагапов, Г. Г. Ишбаев;
34. Устройство для щелевой перфорации обсадных колонн. — Патент 2464412. — Приоритет: 22.04.2011. — Опубликовано: 20.10.2012. — Патентообладатель: ООО НПП «БУРИНТЕХ». —Соавторы: Р. Н. Бахтизин, Г. Г. Ишбаев, К. Р. Уразаков, А. Р. Буранчин, Н. С. Шайжанов;
35. Добавка к буровому раствору на водной основе ОПТИБУР. — Патент 2468056. — Приоритет: 20.05.2011. — Опубликовано: 27.11.2012. — Патентообладатель: ООО НПП «БУРИНТЕХ». — Соавторы: А. В. Христенко, Г. Г. Ишбаев;
36. Способ получения композиционных материалов с высоким содержанием порошков алмаза и/или кубического нитрида бора. — Патент 2476618. — Приоритет: 21.12.2010. — Опубликовано: 27.02.2013. — Патентообладатель: ОАО «Научно-исследовательский институт природных, синтетических алмазов и инструмента» — ОАО «ВНИИАЛМАЗ». — Соавторы: В. В. Журавлев, В. Ф. Герасимов, В. Б. Дудаков, Г. Г. Ишбаев;
37. Буровой раствор. — Патент 2521259. — Приоритет: 12.02.2013. — Опубликовано: 27.06.2014. — Патентообладатель: ООО НПП «БУРИНТЕХ». — Соавторы: М. Р. Дильмиев, Г. Г. Ишбаев, Д. З. Махмутов, А. В. Христенко.

## Общественная деятельность
- Бывший член Правления Торгово-промышленной палаты Республики Башкортостан;[10]
- Член Попечительского совета ФГБОУ ВПО «Уфимский государственный нефтяной технический университет»;[11]
- 2010: Член III Всемирного курултая башкир.

## Признание
- 1999: Лауреат Премии Правительства РФ в области науки и техники.[12]

«Ученым Уфимского нефтяного института по итогам работы в 1999 году была присуждена премия Правительства Российской Федерации в области науки и техники… Премия вручена за разработку и промышленное внедрение высокоэффективных технологий и забойных технических средств для бурения и освоения нефтяных и газовых скважин».— проф. А. И. Спивак, ректор Уфимского нефтяного института (1976—1994).
- 2013: Заслуженный работник нефтяной и газовой промышленности Российской Федерации — за заслуги в области нефтяной и газовой промышленности и многолетний добросовестный труд;[14]
- 2002: Нагрудный знак «200 лет МВД России»;
- 2003: Заслуженный нефтяник Республики Башкортостан — за заслуги в области нефтяной промышленности;[15]
- 2003: Почётная грамота Орджоникидзевского района г. Уфы — за разработку и внедрение в производство новой конкурентоспособной продукции;
- 2005: Почётная грамота Орджоникидзевского района г. Уфы — за активное участие в общественной жизни и большой вклад в социально-экономическое развитие района;
- 2009: Почётная грамота Совета городского округа г. Уфа Республики Башкортостан — за многолетнюю плодотворную работу, большой вклад в социально-экономическое развитие города и республики, активное участие в общественной жизни столицы;
- 2011: Почётная грамота Правительства Республики Башкортостан — за большие достижения в области разработки и внедрения новейшего оборудования для нефтегазодобывающей отрасли;
- 2011: Почётная грамота Министерства энергетики Российской Федерации — за заслуги в развитии топливно-энергетического комплекса;
- 2011: Почётная грамота Министерства промышленности и инновационной политики Республики Башкортостан — за достигнутые успехи в работе, высокопрофессиональное мастерство;
- 2013: включён в «Рейтинг региональных руководителей 2013» XIV ежегодного рейтинга «ТОП-1000 российских менеджеров» (Ассоциация менеджеров и ИД «Коммерсантъ»).[16]
- 2014: Почётный знак «За достижения в области качества» программы «100 лучших товаров России»;
- 2014: Знак «Предприниматель Республики Башкортостан»;
- 2015: Почётная грамота Министерства промышленности и инновационной политики Республики Башкортостан — за безупречный труд и достижение больших успехов в области качества;
- Международная награда «Золотой ягуар» — за безупречную репутацию в бизнесе;
- 2016: Орден Салавата Юлаева (Республика Башкортостан) — за многолетний добросовестный труд в области нефтяной и газовой промышленности, высокие достижения в научной и производственной деятельности.[17]
- 2021: Орден Почёта — за заслуги в области нефтяной и газовой промышленности, многолетнюю добросовестную работу[18]